# Kalam Nawaem
Kalam Nawaem, ou Klâm Nwa'm (arabe : كلام نواعم) est une émission de télévision dominicale arabe diffusée depuis 2002, en première partie de soirée, sur la chaîne saoudienne MBC 1. 
Kalam Nawaem est une adaptation du talk-show américain The View, diffusé sur la chaîne américaine ABC depuis 1997 : un panel de quatre ou cinq femmes de génération, origine et opinions différentes, passent en revue les sujets d'actualité du moment. Le panel de Kalam Nawaem est composé de la journaliste égyptienne Fawzeya Salam, la présentatrice de télévision libanaise Samira Madani, la styliste saoudienne Hiba Jamal et l'actrice palestinienne Farah Bsissou.
Un documentaire américain, intitulé Dishing Democracy, lui est consacré. Le documentaire souligne la liberté éditoriale dont bénéficie l'émission, les discussions qui y ont lieu pouvant aborder des sujets parfois considérés comme tabou, comme l'homosexualité, la masturbation, l'égalité des sexes, l'adultère, le harcèlement sexuel, le viol, le divorce, la liste n'étant pas exhaustive,.
En 2011, l'émission a eu pour invité la Secrétaire d'État des États-Unis Hillary Clinton.
Depuis 2012, l'émission est présentée par la journaliste américano-libanaise Octavia Nasr avec les autres présentatrices. 